# الوكالة الإيطالية القومية للصم
الوكالة القومية الإيطالية لحماية ومساعدة الصم ( ENS ) هي منظمة إيطالية غير حكومية تعمل كهيئة عليا للجمعيات الوطنية للأشخاص الصم، مع التركيز على الصم الذين يستخدمون لغة الإشارة وأسرهم وأصدقائهم . تهدف ENS إلى تعزيز حقوق الإنسان للصم الإيطاليين، من خلال العمل عن قرب مع إيطاليا . ENS هي أيضًا عضو في الاتحاد العالمي للصم (WFD) والاتحاد الأوروبي للصم (EUD ، 1985  ).

## التاريخ
تأسست ENS في سبتمبر 1932 في بادوا ،  إيطاليا ، في الاجتماع الأول للشعب الإيطالي الأصم، تحت رعاية Ente Nazionale Sordomuti (ENS) ، وهي جمعية الصم الإيطالية. كان أول رئيس لـ ENS هو أنطونيو ماغاروتو ،.

## الرؤساء
- أنطونيو ماغاروتو (1932-1950)
- فيتوريو إيرالا [5] (1950-1982)
- أرماندو جيورانا [6] (1982-1995)
- إيدا كولو [7] (1995-2011)
- جوزيبي بيتروتشي [8] (2011 [9] -2015 ؛ 2015 [10][11][12] -الآن)

## روابط خارجية
- الموقع الرسمي